# Phía bắc thực
Phía bắc thực (còn gọi là phía bắc trắc địa) là hướng dọc theo bề mặt Trái Đất về phía Bắc địa lý hoặc Cực Bắc thực.
Phía bắc Trắc địa khác với phía bắc từ (hướng một điểm la bàn về phía cực bắc từ), và cực từ tính (hướng về phía bắc dọc theo đường lưới của một phép chiếu bản đồ). Phía bắc thực cũng khác rất ít so với phía bắc thiên văn thực sự (thường là một vài giây cung) vì trọng lực cục bộ có thể không chỉ vào trục quay chính xác của Trái Đất.
Hướng của thiên văn học thực sự về phía bắc được đánh dấu trên bầu trời bởi cực thiên thể phía bắc. Đây là trong khoảng 1 ° vị trí của Polaris, do đó , ngôi sao sẽ xuất hiện để theo dõi một vòng tròn nhỏ trên bầu trời mỗi ngày. Do sự suy đoán theo trục của Trái Đất, phía bắc thực sự quay theo một vòng cung đối với các ngôi sao mất khoảng 25.000 năm để hoàn thành. Khoảng năm 2100-02, Polaris sẽ thực hiện cách tiếp cận gần nhất với cực bắc thiên thể (ngoại suy từ thời kỳ suy thoái gần đây của Trái Đất). Ngôi sao có thể nhìn thấy gần cực thiên bắc nhất 5.000 năm trước là Thuban.
Trên các bản đồ được công bố bởi Cơ quan Khảo sát Địa chất Hoa Kỳ (USGS) và Lực lượng Vũ trang Hoa Kỳ, phía bắc thực được đánh dấu bằng một dòng kết thúc trong một ngôi sao năm cánh. Các cạnh phía đông và phía tây của bản đồ hình tứ giác địa hình USGS của Hoa Kỳ là kinh tuyến của kinh độ, do đó chỉ ra hướng bắc thực (vì vậy chúng không song song chính xác). Các bản đồ do Cơ quan Khảo sát Vương quốc Anh ban hành có một sơ đồ cho thấy sự khác biệt giữa hướng bắc thực, lưới hướng bắc và hướng bắc từ tính tại một điểm trên tờ; các cạnh của bản đồ có thể đi theo hướng lưới hơn là đúng và do đó bản đồ sẽ thực sự là hình chữ nhật / hình vuông.